# Северен магнитен полюс
Северният магнитен полюс е скитаща точка върху повърхността на Северното полукълбо на Земята, при която земното магнитно поле сочи вертикално надолу. Той е единственото място, където това се случва и служи за ориентация към географския Северен полюс.
В Южното полукълбо се намира Южният магнитен полюс. Тъй като земното магнитно поле не е точно симетрично, Северният и Южният магнитни полюси не са антиподи, което означава, че права линия от единия към другия не преминава през геометричния център на Земята.
Северният магнитен полюс изменя местоположението си с времето, поради магнитни промени в ядрото на Земята. Магнитният полюс се движи по спирала и обикаля ежедневно около едно средно положение, като в дните, когато магнитното поле е нарушено, може да се измести с 80 km или повече. Въпреки че движението на Северния магнитен полюс в даден ден е неправилно, средното отместване образува добре очертан овал, който ежедневно бавно се измества по оста на спиралата и Северният магнитен полюс се придвижва всеки ден минимум с около 90 метра на северозапад. 
През 2001 г. точката лежи западно от остров Елисмиър в Северна Канада на координати 81° с. ш. 110° з. д. / 81.3° с. ш. 110.8° з. д.. През 2009 г., все още на канадска територия, на 84° с. ш. 131° з. д. / 84.9° с. ш. 131° з. д.,  точката се движи към Русия с около 55 – 60 km/година.  Към 2017 г. полюсът се намира отвъд канадските територии, на 86° с. ш. 172° з. д. / 86.5° с. ш. 172.6° з. д..  От 2017 до 2018 г. максималната северна географска ширина 86,5° се запазва и той е най-близо до географския северен полюс (на 388,3119 km), като се движи точно на запад. През 2021 г. Северният магнитен полюс има координати 86° с. ш. 157° з. д. / 86.415° с. ш. 157.69° з. д. и отстои на 397,742333 km от Северния полюс.  Според екстраполационни оценки, през 2022 г. Северният магнитен полюс се е намирал на 86°17′38.4″ с. ш. 151°56′52.8″ и. д. / 86.294° с. ш. 151.948° и. д., а за 2023 г. координатите му са 86°08′45.6″ с. ш. 146°49′33.6″ и. д. / 86.146° с. ш. 146.826° и. д. (86°8′45′′ с.ш. и 151°49′33′′ и.д.) и се намира на 427,586877 km от Северния полюс. 

## Поляритет
Всички магнити имат два полюса, където линиите на магнитния поток влизат и излизат. По аналогия със земното магнитно поле, тези се наричат „северен“ и „южен“ полюс на магнита. Конвенцията в ранните компаси е да се нарича края на стрелката, сочещ към земния Северен магнитен полюс, „северен полюс“, а другия край – „южен полюс“. Тъй като противоположните полюси се привличат, това определение означава, че земният Северен магнитен полюс е всъщност магнитен южен полюс, а земният Южен магнитен полюс е всъщност магнитен северен полюс.
Посоката на магнитните линии на полето се определя така, че линиите излизат от магнитен северен полюс и влизат в магнитен южен полюс. Следователно над повърхността на Земята силовите линии на земното магнитно поле са насочени от юг на север – от земния Южен магнитен полюс към земния Северен магнитен полюс, където влизат в Земята.

## История
Ранните европейски мореплаватели вярват, че стрелките на компаса се привличат от „магнитен остров“ някъде много на север или от Полярна звезда. Идеята че самата Земя се държи като гигантски магнит е предложена през 1600 г. от английския физик Уилям Гилбърт. Той, също така, е първият, който определя Северния магнитен полюс като точката, където земното магнитно поле сочи вертикално надолу. Това е определението, което се използва и до днес, въпреки че изминават няколкостотин години преди природата на земното магнитно поле да бъде напълно разбрана.
На 1 юни 1831 г. английският полярен изследовател Джеймс Кларк Рос открива Северния магнитен полюс на полуостров Бутия в Канадския арктичен архипелаг на координати 70°05′00″ с. ш. 96°47′00″ з. д. / 70.083333° с. ш. 96.783333° з. д. . Там Джеймс Рос измерва ъгъл на магнитния поток равен на 89° 59'.
През 2005 г. ръководителят на геомагнитната лаборатория на канадското министерство на природните ресурси Лари Люит заявява в Отава, че Северният магнитен полюс на Земята, „принадлежащ“ поне 400 години на Канада, „напуска“ страната. Магнитният полюс вече е напуснал изключителната икономическа зона на Канада. 
След 1831 г., когато позицията на полюса е фиксирана за първи път, до 2019 г. той вече се е изместил с повече от 2300 км към Сибир и продължава да се движи с ускорение. Скоростта му на движение се е увеличила от 15 км годишно през 2000 г. на 55 км годишно през 2019 г. Такъв бърз дрейф води до необходимостта от по-чести настройки на навигационните системи, които използват магнитното поле на Земята, например в компаси в смартфони или в резервни навигационни системи за кораби и самолети.  Според екстраполацията в средата на 2017 г. Северният магнитен полюс пресича линията на смяна на датата за първи път в историята на наблюденията, премествайки се от западното полукълбо към източното; през 2019 г., прекосявайки меридиан 168°49'30", се премества в арктическия сектор на Русия  и ако характерът на движението му не се промени драстично, ще достигне Сибир в средата на 21 век.  Според някои прогнози, при съхранение на сегашната посока и скорост на преместване, полюсът може да се прехвърли от страната на Русия и да достигне бреговете на Таймир към 2040 – 2045 г. 
| Година                 | 1990                                                | 2000                                                | 2004                                                  | 2010                                                | 2012                                                  | 2020                                                | 2022                                                |
| ---------------------- | --------------------------------------------------- | --------------------------------------------------- | ----------------------------------------------------- | --------------------------------------------------- | ----------------------------------------------------- | --------------------------------------------------- | --------------------------------------------------- |
| Северен магнитен полюс | 78° с. ш. 103° з. д. / 78.095° с. ш. 103.689° з. д. | 80° с. ш. 109° з. д. / 80.972° с. ш. 109.64° з. д.  | 82°18′ с. ш. 113°24′ з. д. / 82.3° с. ш. 113.4° з. д. | 85° с. ш. 132° з. д. / 85.02° с. ш. 132.834° з. д.  | 85°54′ с. ш. 147°00′ з. д. / 85.9° с. ш. 147° з. д.   | 86° с. ш. 162° и. д. / 86.494° с. ш. 162.867° и. д. | 86° с. ш. 151° и. д. / 86.3° с. ш. 151.9° и. д.     |
| Южен магнитен полюс    | 64° ю. ш. 138° и. д. / 64.91° ю. ш. 138.902° и. д.  | 64° ю. ш. 138° и. д. / 64.661° ю. ш. 138.303° и. д. | 63°30′ ю. ш. 138°00′ и. д. / 63.5° ю. ш. 138° и. д.   | 64° ю. ш. 137° и. д. / 64.432° ю. ш. 137.325° и. д. | 64°24′ ю. ш. 137°18′ и. д. / 64.4° ю. ш. 137.3° и. д. | 64° ю. ш. 135° и. д. / 64.081° ю. ш. 135.866° и. д. | 64° ю. ш. 135° и. д. / 64.081° ю. ш. 135.866° и. д. |

## Северен геомагнитен полюс
Северният геомагнитен полюс е точката в Северното полукълбо, където оста на магнитния дипол (който е основният компонент на разлагането на магнитното поле на Земята на точкови магнитни полюси) пресича земната повърхност. През 2020 г. се намира на 80,65° с.ш. и 72,68° з.д. Тъй като магнитният дипол е само приблизителен модел на магнитното поле на Земята, геомагнитните полюси са малко по-различни по местоположението си от истинските магнитни полюси, при които магнитният наклон е 90°.